# Лапа Микола Петрович
Микола Петрович Лапа (нар. 4 грудня 1972, Новоукраїнка, Кіровоградська область, УРСР) — радянський та український футболіст, виступав на позиції півзахисника та захисника. По завершенні кар'єри гравця став тренером.

## Кар'єра гравця
Народився в Кіровоградській області, навчався в харківському спортінтернаті. У 18-річному віці дебютував на професіональному рівні в складі кіровоградської «Зірки», у другій лізі чемпіонату СРСР. Виступав за «Зірку» до 1994 року, провівши за команду в чемпіонатах СРСР та України понад 120 матчів. У 1994 році також провів 2 матчі у кубку України за аматорський «Локомотив» зі Знам'янки, колишній фарм-клубом «Зірки». У жовтні 1994 року став гравцем «Львова», а вже в листопаді перейшов у кременчуцький «Нафтохімік», який виступав у першій лізі України. У зимове міжсезоння чемпіонату 1995/96 повернувся до «Львова», де виступав ще півтора року.
У 1997 році підписав контракт з клубом вищої ліги — тернопільської «Ниви». Дебютував в елітному дивізіоні 23 серпня 1997 року, вийшовши в стартовому складі в домашньому матчі проти івано-франківського «Прикарпаття», в якому відіграв 82 хвилини, після чого був замінений Ігорем Біскупом. Всього за 4 сезони у складі «Ниви» провів понад 50 матчів у вищій лізі. У 2001 році перейшов до хабаровської «СКА-Енергії», яка виступала в російському другому дивізіоні ПФЛ. У дебютному сезоні, у складі команди став переможцем групи «Схід» й отримав право на підвищення в класі. Надалі виступав за хабаровчан у першому дивізіоні протягом 3-х років.
У 2005 році повернувся в рідну «Зірку», яка відчувала серйозні фінансові проблем і, роком раніше, вилетіла з вищої ліги до другої. Виступав за кіровоградців до розформування команди, влітку 2006 року. Тоді ж провів останню гру на професійональному рівні. Потім продовжив грати в «Зірці» в аматорських змаганнях. В обласних чемпіонатах захищав кольори клубів «Холодний Яр Кам'янка» (2008), «Воронівка» (2008) та «Зоря Гайворон» (2009).

## Кар'єра тренера
Ще виступаючи за «Зірку», в 2006 році був граючим тренером команди. А в весняній частині сезону 2004/05 років виконував обов'язки головного тренера команди, 7 квітня 2005 року в програному (1:4) проти криворізького «Гірника». З 8 вересня 2009 року по 30 серпня 2010 року працював тренером воротарів у дніпродзержинській «Сталі». У 2011 році, разом з колишнім одноклубником по «Зірці», Саміром Гасановим, відправився в Узбекистан, де працював в академії клубу «Машал» з Мубарека. У 2017 році призначений тренером молодіжного складу «Зірки».

## Досягнення
- Друга ліга чемпіонату України
  -  Бронзовий призер (1): 1993/94

- Другий дивізіон, зона «Схід»
  -  Чемпіон (1): 2001